# Scaphirhynchus
Scaphirhynchus, rod riba iz porodice jesetri kojemu pripadaju tri vrste, dvije su slatkovodneiz Sjeverne Amerike uglavnom u bazenu Mississippija, i treća iz Alabame koja može živjeti, morskoj, slatkoj i bočatoj vodi.
Prilagođene su životu u brzoj vodi, obično uz dno. Karakteristična im je njuška oblika lopate i sitne oči, često gotovo potpuno prekrivene kožom.

## Vrste
1. Scaphirhynchus albus (Forbes & Richardson, 1905)
2. Scaphirhynchus platorynchus (Rafinesque, 1820)
3. Scaphirhynchus suttkusi Williams & Clemmer, 1991